# Marco Onado
Marco Onado (Milano, 19 aprile 1941 – Milano, 1º luglio 2025) è stato un economista italiano, considerato uno dei maggiori esperti di diritto bancario.

## Biografia
Marco Onado nacque il 19 aprile 1941 a Milano. Si laureò in Economia e Commercio presso l'Università Bocconi, dove poi insegnò fino alla sua scomparsa. Fu anche professore ordinario di Economia degli intermediari finanziari nelle Università degli Studi di Modena e Reggio Emilia e di Bologna e Visiting Professor presso l'University College of North Wales e Brown University.
Fu membro del Comitato Scientifico di Prometeia Associazione, Consob, Ente per gli studi monetari bancari e creditizi "Luigi Einaudi" e delle riviste Banca Impresa e Società e Mercato Concorrenza Regole.
Fu inoltre commissario Consob dall'ottobre 1993 all'ottobre 1998 (fece parte di varie commissioni, fra cui la "Draghi" per la preparazione del Testo Unico della Finanza), nonché consigliere CNEL, Consiglio Nazionale dell'Economia e Lavoro (esperto di nomina Presidente della Repubblica).
Fece parte della redazione della rivista on line lavoce.info, sito di informazione con articoli e approfondimenti su tematiche di economia e attualità, nonché un importante editorialista de Il Sole 24 Ore.
Morì a Milano nella notte del 1º luglio 2025 all'età di 84 anni; il funerale fu celebrato due giorni dopo nella chiesa di San Marco. Fu successivamente cremato presso il cimitero di Lambrate e le ceneri tumulate infine nella tomba di famiglia presso il cimitero maggiore di Milano.

## Pubblicazioni principali
- Mercati e intermediari finanziari. Economia e regolamentazione, Bologna, il Mulino, quinta edizione, 2020;
- Il mercato dei titoli di debito privati (con A. Banfi), Torino, Isedi, 2002;
- "Financial Regulation in Europe and in Italy", in L. de Rosa (ed.), International Banking and Financial Systems. Evolution and Stability, Aldershot, Aldgate, 2003;
- "Financial Reform in Italy", in M.J.B. Hall (ed.), The International Handbook on Financial Reform, Cheltenham, Elgar, 2003;
- "I risparmiatori e la Cirio, Ovvero, pelati alla meta", in Mercato Concorrenza Regole, dicembre 2003; *
- La banca come impresa (a cura di), Bologna, il Mulino, 2003, 2ª ed.;
- "I nodi al pettine. La crisi finanziaria e le regole non scritte", Roma-Bari, Laterza, 2009;
- "Economia dei sistemi finanziari", Bologna, il Mulino, 1992.